# Xã Lake, Quận Ashland, Ohio
Xã Lake (tiếng Anh: Lake Township) là một xã thuộc quận Ashland, tiểu bang Ohio, Hoa Kỳ. Năm 2010, dân số của xã này là 690 người.